# Lagunas de Lastras de Cuéllar
Las Lagunas de Lastras de Cuéllar y Hontalbilla es un conjunto de tres grandes lagunas llamadas el Carrizal, la Tenca y la Lucía, y otras menores, localizadas las dos primeras en el término municipal de Lastras de Cuéllar y la tercera en el de Hontalbilla, ambos en la provincia de Segovia (Castilla y León).

## Características
Es junto a las Lagunas de Cantalejo, el único humedal de España enclavado en un ecosistema dunar continental.
Están cubiertas de carrizos y drenadas por un arroyo afluente del río Cerquilla. Entre las charcas menores existen las de Zarza, la Polona, Abajo, las Ánimas, Arriba, la Merina, El Bodón, Navazo Román, etc.
La fauna que se localiza es muy variada a pesar del reducido tamaño de este humedal. Nidifican aves como el ánade azulón, el ánade real y la focha común. También sirve de descansadero para grullas y garzas, pudiendo encontrar también ejemplares de lavandera boyera, carricero común, estornino pinto y escribano palustre.